# كارل سولومون
كارل سولومون (بالإنجليزية: Carl Solomon)‏ هو كاتب وشاعر أمريكي، ولد في 30 مارس 1928 في نيويورك في الولايات المتحدة، وتوفي في 26 فبراير 1993 في ذا برونكس في الولايات المتحدة.